# Jarl Kulle
Jarl Kulle (ur. 28 lutego 1927 w Ekeby, zm. 3 października 1997 w Österåker) – szwedzki aktor filmowy i teatralny, również reżyser i scenarzysta filmowy. W swojej karierze wystąpił w blisko 50 filmach.
Jeden z wiodących szwedzkich aktorów swojego pokolenia, grał w licznych produkcjach telewizyjnych oraz na deskach sztokholmskiego Królewskiego Teatru Dramatycznego. Na arenie międzynarodowej znany zwłaszcza z licznych ról w filmach Ingmara Bergmana, takich jak: Kobiety czekają (1952), Uśmiech nocy (1955), Oko diabła (1960), O tych paniach (1964) oraz zwłaszcza Fanny i Aleksander (1982).
Dwukrotny zdobywca nagrody Złotego Żuka za role w filmach Kłopoty z weselem (1964) i Fanny i Aleksander (1982). Był dwukrotnie żonaty i miał pięcioro dzieci. Jego córka Maria Kulle została również uznaną aktorką. Zmarł w 1997 w wieku 70 lat na nowotwór kości.